# 空気調和工学
空気調和工学（くうきちょうわこうがく）・空調工学（くうちょうこうがく）は、室内環境の調整・測定・評価などを行う工学である。一般的なオフィスビルだけでなく、病院や産業の工程など特殊な環境の管理も行うので、幅広い知識が要求される。英語では産業を含めた技術全般を指し、Heating, ventilation, and air conditioning (暖房、換気、および空調)、その頭文字をとってHVAC（エイチバック）という。さらに冷蔵（Refrigeration）を含めHVAC&RやHVACRという。

## 室内環境測定
- 温度
- 湿度
- 気流分布
- 空気清浄度

## 室内環境評価
- 建築物環境衛生管理基準
- 快適性評価
- 空気汚染度評価

### 工学・資格
- 空気調和-空気調和設備
- 建築工学
- 気象-機械工学-エネルギー工学
- 建築物環境衛生管理技術者
- 冷凍空調技士

### 産業・技術

#### 制御システム
- 空調制御システム
- オートメーション
- インテリジェントビル
- ホームオートメーション

#### 地域配給
- 地域熱供給 (en:District heating)
- en:District cooling
- フリークーリング
- en:Seasonal thermal energy storage

#### 暖房
- セントラルヒーティング
- ヒーター
- ラジエーター
- ボイラー

#### 換気
- 換気
- 換気設備
- en:Passive ventilation

#### 空調
- 空気調和
- エア・コンディショナー
- ヒートポンプ
- en:Heat pump and refrigeration cycle
- 蒸気圧縮冷凍機
- 加湿器
- 除湿機
- 冷却塔

#### エネルギー
- en:Ground source heat pump
- en:Energy recovery
- en:Heat recovery ventilation
- 全熱交換器(en:Energy recovery ventilation)
- 熱交換器(en:Heat exchanger)
- en:Thermal wheel
- 顕熱
- 潜熱
- en:Demand controlled ventilation

#### エアフィルタ・空気清浄
- 吸気
- エアフィルタ
- エアクリーナー
- 空気清浄機

#### 工業・産業
- 床暖房
- 浴室床暖房
- 温水式床暖房
- 炬燵

### その他関連項目
- 補助動力装置
- 電熱
- ファンコイルユニット
- en:Glossary of HVAC terms
- en:Head-end power
- en:Hotel electric power
- en:Outdoor wood-fired boiler
- en:Radiant cooling
- シックハウス症候群
- en:World Refrigeration Day